# Реляційна алгебра
Реляці́йна а́лгебра — це формальна процедурна мова запитів. 
В математиці, реляційна алгебра (алгебра відношень) є алгебраїчною структурою логіки першого порядку та теорії множин. Ця структура складається з множини відношень замкнених операторами. Оператори застосовуються до відношень, в результаті застосування отримується нове відношення.

## Примітивні операції
Подібно до інших алгебр, деякі оператори є примітивними, а інші, будучи визначені через примітивні, є похідними від них. В реляційній алгебрі Кодда визначено такі шість примітивних операторів: вибірка, проєкція, декартів добуток, об'єднання та різниця і перейменування (насправді, Кодд відмовився від включення оператора перейменування, однак, розробники ISBL навели приклади необхідності його включення). Шість операторів є фундаментальними в тому сенсі, що жоден із них не можна відкинути без втрати потужності. Багато інших операторів було визначено комбінацією цих шести. Серед найважливіших можна назвати: перетин множин, ділення та природне об'єднання. Насправді ISBL дала підстави для заміни декартового добутку природним об'єднанням, окремим випадком якого є декартів добуток.

### Операції з множинами
- Декартів добуток,
- Об'єднання множин,
- Різниця множин.

### Вибірка (σ)
Узагальнена вибірка — це унарний оператор, що записується як {\displaystyle \sigma _{\varphi }(R)}, де {\displaystyle \varphi } є формулою числення висловлень, що складається з атомів, дозволених у звичайній вибірці та логічних операторів {\displaystyle \land } (кон'юнкції), {\displaystyle \lor } (диз'юнкції) та {\displaystyle \lnot } (заперечення). Така вибірка вибирає всі кортежі із {\displaystyle R}, для яких {\displaystyle \varphi } істина.

### Проєкція (π)
Проєкція — це унарна операція, що записується як {\displaystyle \pi _{a_{1},...,a_{n}}(R)}, де {\displaystyle a_{1},\dots ,a_{n}} є множиною назв атрибутів. Результат проєкції визначається як множина, що отримується із всіх кортежів із {\displaystyle R}, що обмежуються {\displaystyle \{a_{1},\dots ,a_{n}\}}.

### Перейменування (ρ)
Перейменування є унарним оператором, що записується як {\displaystyle \rho _{a/b}(R)}. Результат застосування оператора ідентичний {\displaystyle R}, за винятком того, що поле {\displaystyle b} в усіх кортежах перейменовується на поле {\displaystyle a}. Цей оператор застосовується для простого перейменування атрибута відношення, або самого відношення.

## Реляційні операції

### Сумісністьвідношень

#### Відношення, сумісні зоб'єднанням
Деякі реляційні операції, наприклад, об'єднання, перетин і еквівалентність, потребують, щоб відношення мали однакові заголовки.
Відношення називаються сумісними по об'єднанню, якщо
- вони мають одину і ту ж кількість імен атрибутів, тобто для будь-якого атрибута в одному відношенні знайдеться атрибут з таким же найменуванням в іншому відношенні,
- атрибути з однаковими іменами визначені на одних і тих же типах даних (доменах).

Деякі відношення не є сумісними з об'єднанням, але стають такими після перейменування деяких атрибутів.

#### Відношення, сумісні по узяттю розширеногодекартового добутку
Реляційний операції розширеного декартового добутку вимагає, щоб відношень-операнди не мали однойменних атрибутів. Відношення називаються сумісними з узяття розширеного декартового добутку, якщо перетин множин імен атрибутів, взятих з їх схем відношень, порожньо.

### Операція перейменування атрибутів
Результатом застосування операції перейменування атрибутів є відношення з зміненими іменами атрибутів.
Синтаксис: 
R RENAME Atr1, Atr2,  … AS NewAtr1, NewAtr2,  … 
де 
R — відношення 
Atr1, Atr2,  … — початкові імена атрибутів;
NewAtr1, NewAtr2,  … — нові імена атрибутів.

### Операція присвоєння
Операція присвоєння (:=) дозволяє зберегти результат вичислення реляційного вираження у дійсному відношенні.

### Теоретико-множинні операції

#### Об'єднання
Відношення з тим же заголовком, що і у сумісних по типу відношень A і B, і тілом, що складається з кортежів, що належать або A, або B, або обом відношенням.
Синтаксис:A UNION B 

#### Перетин
Відношення з тим же заголовком, що і у сумісних по типу відношень A і B, і тілом, що складається з кортежів, що належать одночасно обом відношенням A і B.  
Синтаксис: 
A INTERSECT B

#### Віднімання
Відношення з тим же заголовком, що і у сумісних по типу відношень A і B, і тілом, що складається з кортежів, що належать відношенню A і не належать відношенню B. 
Синтаксис: 
A MINUS B

#### Декартовий добуток
Віднощення (A1, A2, …, Am, B1, B2, …, Bm), заголовок якого є зчепленням (конкатенацією) заголовків відношень A (A1, A2, ..., Am) і B (B1, B2, ..., Bm), а тіло складається з кортежів, які є зчепленням кортежів відносин A і B:
таких, що (a1, a2, …, am)∈ A, (b1, b2, …, bm)∈ B.
Синтаксис:
A TIMES B

### Спеціальні реляційні операції

#### Вибірка(обмеження)
Відношення з тим же заголовком, що і у відношенню A, і тілом, що складається з кортежів, значення атрибутів яких при підстановці в умову c дають значення ІСТИНА. c являє собою логічне вираження, до якого можуть входити атрибути відношення A і / або скалярні добутки. 
Синтаксис: 
A WHERE c

#### Проєкція
Проєкція в реляційній алгебрі - унарна операція, яка дозволяє отримати «вертикальну» підмножину даного відношення, або таблиці, тобто така підмножина, яка виходить вибором специфікованих атрибутів з наступним виключенням, якщо це необхідно, надлишкових дублікатів кортежів. Нехай дана таблиця T з іменами атрибутів A_ {1}, \; A_ {2}, \; \ ldots, \; A_ {n}, тобто T (A_ {1}, \; A_ {2}, \; \ ldots, \; A_ {n}) і деяку підмножину множини імен атрибутів \ {A _ {{i_ {1}}}, \; A _ {{i_ {2}}}, \; \ ldots, \; A _ {{i_ {k}}} \}. Результатом проєкції таблиці за обраними іменами атрибутів називається нова таблиця T (A _ {{i_ {1}}}, \; A _ {{i_ {2}}}, \; \ ldots, \; A _ {{i_ {k}}} ), отримана з вихідної таблиці викреслюванням атрибутів, що не входять в вибрану множину, з подальшим можливим вилученням надлишкових дублікатів кортежів. 
При здійсненні проєкції необхідно задати відношення яке проєктується і певний набір його атрибутів, який стане заголовком результуючого. 

#### З'єднання
Операція з'єднання є результат послідовного застосування операцій декартового добутку і вибірки. Якщо у відносинах і є атрибути з однаковими найменуваннями, то перед виконанням з'єднання такі атрибути необхідно перейменувати. 
Синтаксис: 
(A TIMES B) WHERE c

#### Ділення
Відношення з заголовком (X1, X2, ..., Xn) і тілом, що містить безліч кортежів (x1, x2, ..., xn), таких, що для всіх кортежів (y1, y2, ..., ym) ∈ B щодо A (X1 , x2, ..., Xn, Y1, y2, ..., Ym) знайдеться кортеж (x1, x2, ..., xn, y1, y2, ..., ym). 
Синтаксис: 
A DIVIDEBY B

## Залежність реляційних операторів
Не всі реляційні оператори є незалежними, тобто деякі з реляційних операторів можуть бути виражені через інші реляційні оператори.
- Оператор з'єднання

Оператор з'єднання визначається через оператори декартового добуткуі вибірки наступним чином: (A TIMES B) WHERE X = Y де X і Y атрибути відповідно відношення A і B з від початку рівними іменами.
- Оператор перетину

Оператор перетину виражається через віднімання наступним чином: A INTERSECT B = A MINUS (A MINUS B)
- Оператор ділення

Оператор ділення виражається через оператори віднімання, декартового добутку і проєкції в такий спосіб:
A DIVIDEBY B = A[X] MINUS ((A[X] TIMES B) MINUS A)[X]

## Зноски
1. ↑  Silberschatz та Sudarshan, 2011, с. 217.